# Čedo Prodanović
Čedo Prodanović (Zagreb, 1949.) hrvatski je pravnik.

## Životopis
Rođen je u Zagrebu 1949. godine. Otac mu je iz Pakraca, a majka iz Štrigove. Završio je osnovnu školu i Prvu gimnaziju u rodnom gradu, nakon čega je diplomirao na Pravnom fakultetu Sveučilišta u Zagrebu.
Prvo zaposlenje ostvario je 1976. godine kao pripravnik u Državnom tužiteljstvu Jugoslavije. Tijekom sljedećih 15 godina obnašao je dužnosti od zamjenika općinskog tužitelja, preko okružnog, do šefa zagrebačkog Državnog tužiteljstva. U tom razdoblju vodio je tim od 47 zamjenika, rješavajući predmete gospodarskog kriminala.
Nakon političkih promjena i raspada Jugoslavije, Prodanović je 1991. godine morao napustiti položaj u pravosuđu. Ubrzo je postao odvjetnik, pridružio se Hrvatskom helsinškom odboru te počeo raditi na visokoprofilnim slučajevima.
Prodanović je sudjelovao u nizu javno popraćenih sudskih postupaka. Tako je poznat kao branitelj bivšeg premijera Ive Sanadera u slučaju Fimi Media. Branio je i: Radimira Čačića, Dražena Slavicu te Rahima Ademija, a u timu s Jadrankom Sloković zastupao je Ivicu Todorića, Nadana Vidoševića i ine.

## Osobni život
Od 2002. godine u ljubavnoj je vezi s kolegicom Jadrankom Sloković. Oboje imaju sinove iz prethodnih brakova, koji su također nastavili pravničku karijeru.
Bratić je Zorana Prodanovića Prlje, frontmena grupe Let 3.